# Tomasz Hołota
Tomasz Hołota (* 27. Januar 1991 in Katowice) ist ein polnischer Fußballspieler.

## Werdegang
Der defensive Mittelfeldspieler begann seine Karriere bei Stadion Śląski Chorzów und wechselte später zu GKS Katowice. Im Jahre 2008 debütierte er in der zweitklassigen 1. Liga für Katowice und absolvierte bis 2012 85 Spiele in dieser Klasse, wobei er sechs Tore erzielte. Im Sommer 2012 wechselte Hołota zum Erstligisten Polonia Warschau, für den er in der Saison 2012/13 in 22 Spielen ein Tor erzielte. Am Saisonende wechselte er zum Ligakonkurrenten Śląsk Wrocław, da Polonia die Lizenz für die kommende Saison verweigert wurde. Für Wrocław absolvierte er 89 Erstligaspiele und erzielte sieben Tore. Im Jahre 2015 qualifizierte sich die Mannschaft als Vierter für die UEFA Europa League. Ein Jahr später wechselte Hołota zum deutschen Zweitligisten Arminia Bielefeld.
Zur Saison 2017/18 kehrt er in die Ekstraklasa zu Pogoń Stettin zurück und unterschreibt einen Dreijahresvertrag. Doch schon im August 2019 wechselte er weiter zum Zweitligisten Zagłębie Sosnowiec.